# Бернхардина фон Липе
Бернхардина фон Липе (на немски: Bernhardine zur Lippe; * 14 октомври 1563; † 25 август 1628 в Оберброн, Елзас, Франция) от фамилията Дом Липе е чрез женитба графиня на Лайнинген-Вестербург-Лайнинген.

## Произход
Тя е третата дъщеря на Бернхард VIII (1527 – 1563), граф на Липе, и съпругата му Катарина (1524 – 1583), дъщеря на граф Филип III фон Валдек–Айзенберг и Анна от Клеве. Сестра е на Магдалена (1552 – 1587), омъжена през 1572 г. за ландграф Георг I от Хесен-Дармщат (1547 – 1596).

## Брак и деца
Бернхардина се омъжва през 1578 г. за граф Лудвиг фон Лайнинген-Вестербург-Лайнинген (1577 – 1622), най-възрастният син на граф Филип I фон Лайнинген-Вестербург (1527 – 1597) и първата му съпруга Амалия фон Цвайбрюкен-Бич (1537 – 1577), дъщеря на граф Симон VIII Векер фон Цвайбрюкен-Бич († 1540) и Барбара фон Даун († 1547). С него тя има девет деца:
- Георг Филип (1579 – 1589)
- Амалия (1581 – 1582)
- Урсула Мария (1583 – 1638), ∞ 1606 за ландграф маршал Максимилиан фон Папенхайм (1580 – 1639)
- Симон (1584 – 1585)
- Амалия (1586 – 1604)
- Йохан Казимир (1587 – 1635), граф на Лайнинген-Лайнинген, ∞ 1617 за Марта фон Хоенлое-Вайкерсхайм (1575 – 1638)
- Анастасия (* 30 ноември 1588), ∞ 1624 за граф Конрад Вилхелм фон Тюбинген († 1630)
- Филип II (1591 – 1668), граф на Лайнинген-Риксинген, ∞ 1618 за Агата Катарина Шенк цу Лимпург (1595 – 1664)
- Лудвиг Емих (1595 – 1635), граф на Вестербург-Лайнинген-Оберброн, ∞ 1624 за графиня Естер фон Еберщайн (1603 – 1682)